# Wallabia bicolor
Wallabia bicolor là một loài động vật có vú trong họ Macropodidae, bộ Hai răng cửa. Loài này được Desmarest mô tả năm 1804. Chúng sống ở miền đông Úc và cũng là loài duy nhất của chi Wallabia.

## Phân bố
W. bicolor sống ở vùng cực bắc Cape York thuộc Queensland, toàn bộ bờ biển miền đông và quanh phía nam-tây Victoria. Trước đây chúng được tìm thấy ở phía nam-đông Nam Úc, nhưng hiện nay khá hiếm.

## Hình ảnh

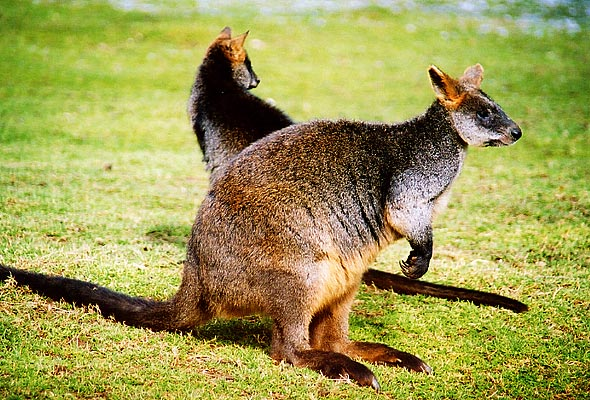
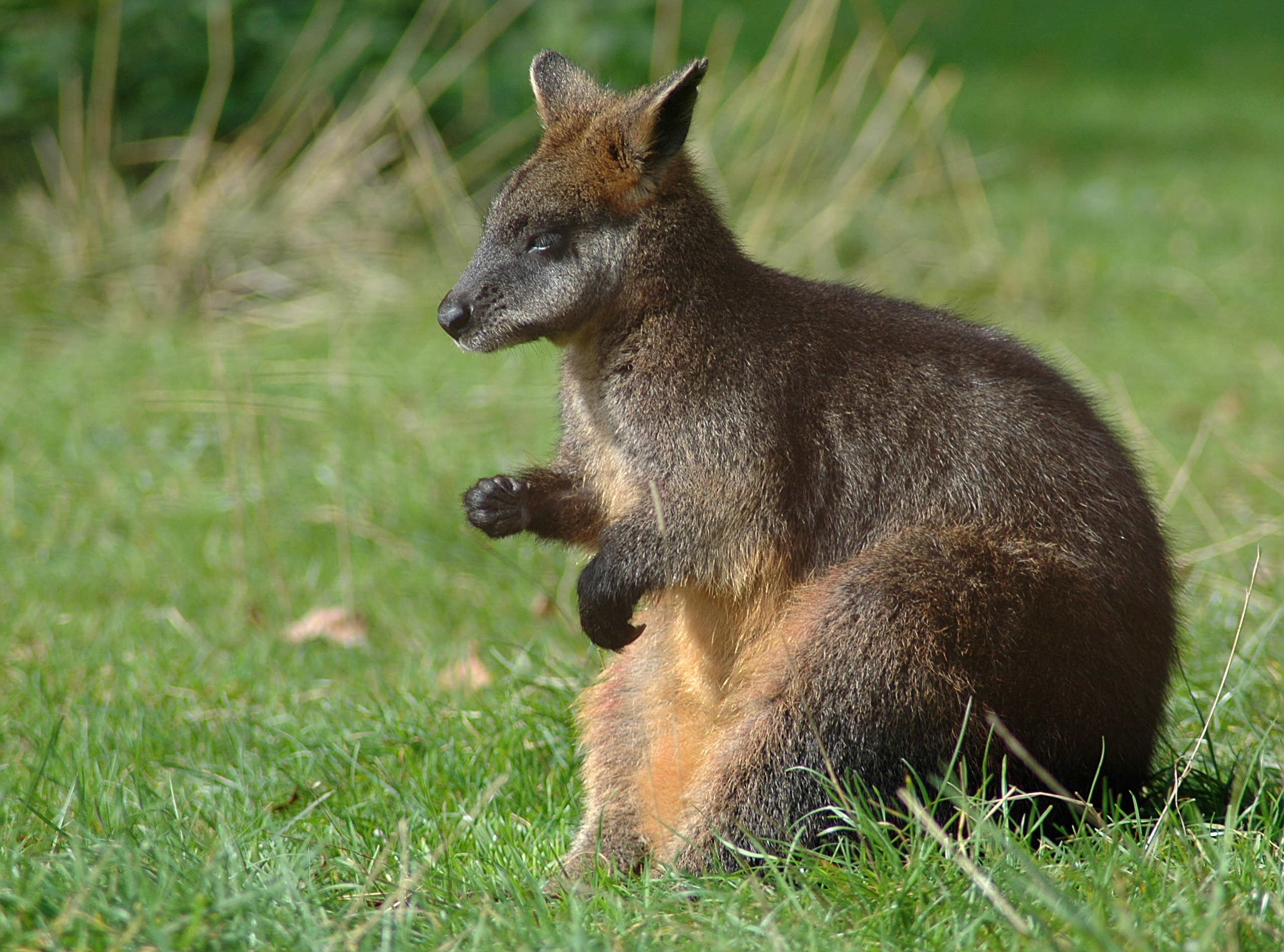
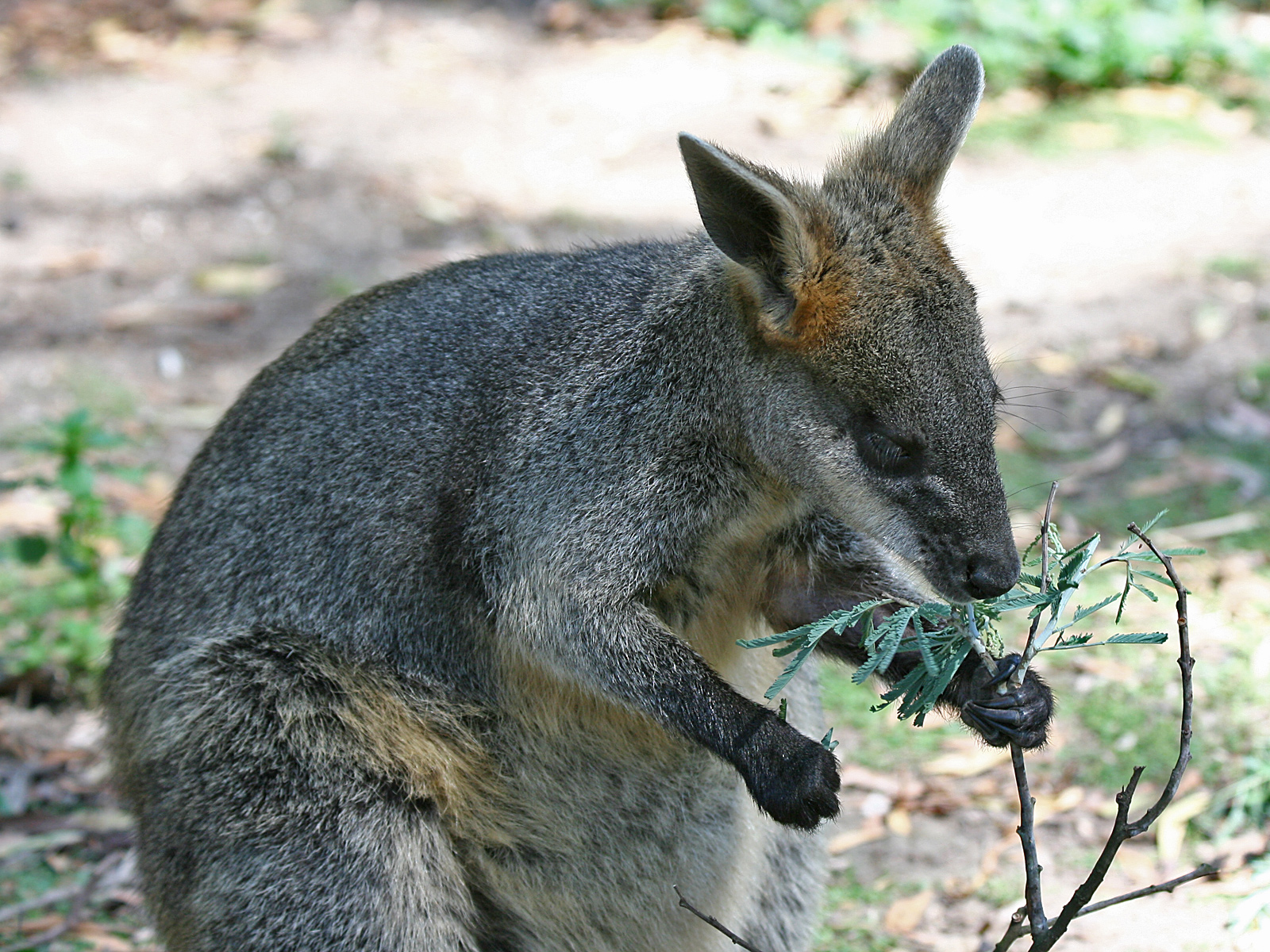
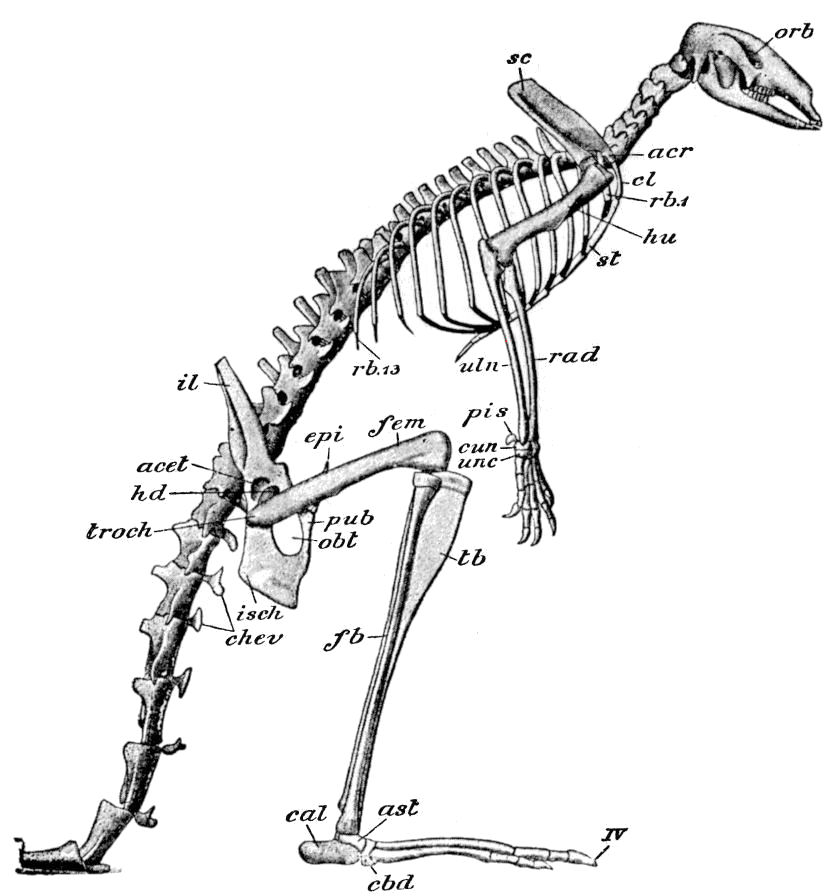
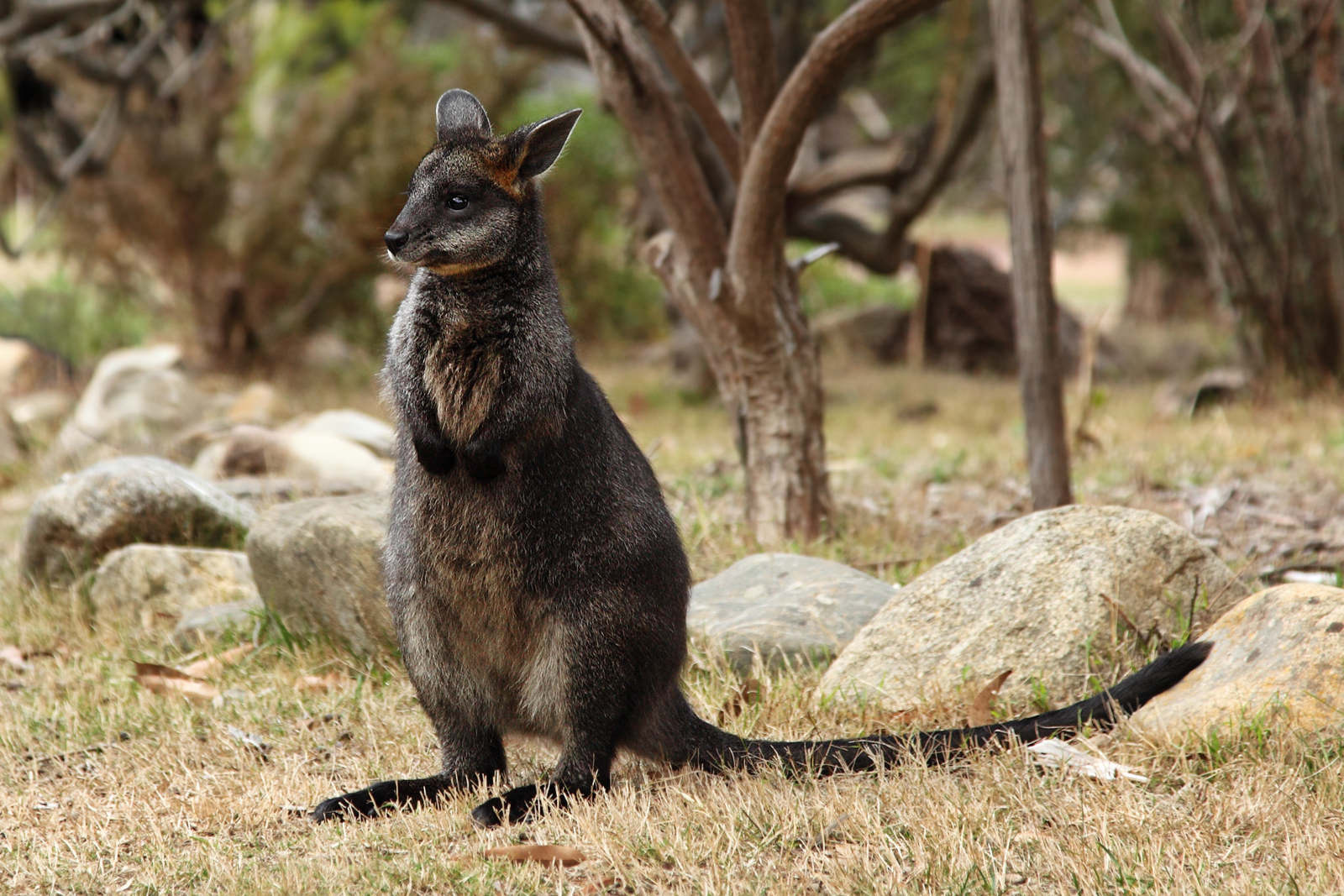